# Megaselia crinifrons
Megaselia crinifrons är en tvåvingeart som beskrevs av Borgmeier 1966. Megaselia crinifrons ingår i släktet Megaselia och familjen puckelflugor.
Artens utbredningsområde är New Hampshire. Inga underarter finns listade i Catalogue of Life.